# Aeroporto Internacional Kotoka
O Aeroporto Internacional Kotoka (em inglês: Kotoka International Airport) (IATA: ACC, ICAO: DGAA) esta localizado a 10 quilómetros de Acra, capital do Gana. É a instalação aeroportuária internacional mais importante do país, tendo capacidade para grandes aviões como o Airbus A380. O aeroporto é operado pela Autoridade de Aviação Civil de Gana e constitui o principal centro de conexões da linha aérea de bandeira Ghana International Airlines, sucessora de Ghana Airways, desaparecida em 2004. Também abriga instalações da Força Aérea Ganesa. Em 2013 o aeroporto foi frequentado por 1 669 603 passageiros.
Em 1967 o aeroporto toma seu nome atual logo após a morte do coronel Emmanuel Kotoka, durante uma intenção de golpe de estado.
Os novos terminais de chegadas e partidas abriram durante 2004, ainda sem ser completados as pontes que estavam planejadas. Em seu lugar, um serviço de ônibus é previsto para levar os passageiros desde as portas até o avião e vice-versa.

## Linhas Aéreas e destinos
- Aero Contractors (Nigéria) (Lagos, Abidjan, Monrovia, Bamako, Libreville, Malabo)
- Afriqiyah Airways (Trípoli, Abidjan, Lome, Lagos)
- Air Ivoire (Abidjan, Lome, Cotonou)
- Alitalia (Milan-Malpensa)
- Antrak Air (Kumasi, Tamale, Ougadougou)
- Bellview Airlines (Lagos, Abidjan, Monrovia, Freetown, Dakar, Banjul, Conakry)
- British Airways (Londres-Heathrow)
- Ceiba Intercontinental (Malabo)
- Delta Air Lines (Nueva York-JFK)
- EgyptAir (El Cairo)
- Emirates (Dubai, Abidjan)
- Ethiopian Airlines (Addis Ababa, Lagos, Lome)
- Ghana International Airlines (Johannesburgo, Londres-Gatwick, Lagos)
- Kenya Airways (Nairobi, Freetown, Monrovia)
- KLM (Amsterdam)
- Lufthansa (Lagos, Frankfurt)
- Middle East Airlines (Beirute, Abidjan, Kano, Lagos)
- Royal Air Maroc (Casablanca, Abidjan)
- Slok Air International (Monrovia, Freetown, Banjul, Dakar, Libreville)
- South African Airways (Johannesburgo, Abidjan)
- TAP Portugal (Lisboa)
- Vueling (Barcelona)

Na área de carga se encontram:
- Aerogem Cargo
- Cargolux
- DAS Air Cargo